# Clan Takeda
Il Clan Takeda (武田氏?, Takeda-shi) fu un nobile clan giapponese di samurai e daimyō, discendente del Clan Minamoto attraverso Minamoto no Yoshimitsu (1056-1127), fratello del famoso eroe Minamoto no Yoshiie.
Il figlio di Yoshimitsu, di nome Yoshikiyo, fu il primo ad adottare il nome Takeda. 

## Storia
Takeda Nobuyoshi (1138-1186), nipote di Yoshikiyo, aveva aiutato il capo del clan Minamoto, Minamoto no Yoritomo, durante la guerra civile Genpei, contro il clan Taira.
Alla vittoria dei Minamoto (1185) i Takeda ebbero dunque un enorme potere nei propri domìni.
Durante lo shogunato di Kamakura e lo shogunato Ashikaga i Takeda furono riconosciuti governatori della provincia di Kai.
Quando in seguito gli Ashikaga persero il loro potere a causa delle guerre del periodo Sengoku, i Takeda ne approfittarono per affermarsi come proprietari terrieri e come governatori di pieno diritto.
In questo modo i Takeda riuscirono a trasformare il governatorato della provincia di Kai in proprio territorio feudale.
Nel 1519 quindi Takeda Nobutora (1493-1573) si autonominò daimyō nella sua capitale Fuchu (attuale Kōfu).
Suo figlio fu il famoso Takeda Shingen (1521-1573) che combatté a lungo contro Uesugi Kenshin e poi contro Oda Nobunaga. Le gesta militari del clan Takeda, dalla nascita di Takeda Shingen fino alla morte di suo figlio Katsuyori sono trattate nel Kōyō Gunkan. 
Il figlio Katsuyori fu l'ultimo esponente in vista del clan, che venne travolto dagli Oda e dai Tokugawa nella Battaglia di Temmokuzan del 1582.
Il nome venne ripreso da un ramo collaterale e continuato fino ai giorni nostri. Capostipite di questo ramo fu Takeda Nobumitsu (1162-1248), figlio primogenito di Takeda Nobuyoshi (capo del clan).
Altri rami discesero comunque dalla famiglia, come i Matsumae, Nambu, Yanagisawa, Gotō, Ogasawara, Miyako Todomaru (Tsuru), etc.

## Albero genealogico
- Takeda Nobumasa (1447–1505)
  - Takeda Nobutsuna (+ 1507) =  Nobildonna della famiglia Iwashita 
    - Takeda Nobutora (1493–1573) daimyō  di Mutzu = Nobildonna Oi (+ 1562), figlia di Oi Nobutatsu
      - Takeda Harunobu (1521–1573) (detto anche Shingen, suo nome da monaco buddista); daimyō  di Shinano
        - Takeda Yoshinobu (1536?–1567) daimyō  di Izu
        - (Uno) Takeda Nobukita (1541–1582)
        - Takeda Nobuyuki (+ 1564)
        - (in origine Suwa Shirō Katsuyori) Takeda Katsuyori (1546–1582) = (1) una figlia adottiva di Oda Nobunaga; (2) una donna del clan Hōjō, figlia di Hōjō Ujiyasu
          - Takeda Nobukatsu (1567–1582)
          - Takeda Katsuchika (1580–1682)

        - Takeda Nobumitsu (1553–1582?)
        - Takeda Harukijo (Nishina Morinobu) (1557?–1582)
        - (Kadoyama) Takeda Yoshihisa

      - Takeda Nobushige (1525 – 1561)
        - Takeda Nobuyori
        - Takeda Nobutoyu
        - (Mochizuki) Takeda Nobumasa (II) (+ 1575)
          - Takeda Masayori (+ 1582)

      - Takeda Nobukado (1529?–1582)
      - Takeda Nobuzane (+ 1575)
        - Takeda Nobutoshi

      - (Ichijo) Takeda Nobutatsu (+ 1582)
        - Takeda Nobunari (+ 1582)

      - (Matsuo) Takeda Nobukore (+ 1571)

    - Takeda Nobutomo (+ 1534) daimyō  di Kōzuke
      - Takeda Nobutomo (II) (+ 1560)

## Capi del clan Takeda
1. Minamoto Yoshimitsu (1045-1127)
2. Minamoto Yoshikiyo (1075-1149)
3. Minamoto Kiyomitsu (1110-1168)
4. Takeda Nobuyoshi (1128-1186)
5. Takeda Nobumitsu (1162-1248)
6. Takeda Nobumasa (d.1265)
7. Takeda Nobutoki (d.1289)
8. Takeda Tokitsuna (-?)
9. Takeda Nobumune (d.1330)
10. Takeda Nobutake (1292-1359)
11. Takeda Nobunari (d.1394)
12. Takeda Nobuharu (d.1413)
13. Takeda Nobumitsu (d.1417)
14. Takeda Nobushige (1386-1450)
15. Takeda Nobumori (d.1455)
16. Takeda Nobumasa (1447-1505)
17. Takeda Nobutsuna (1471-1507)
18. Takeda Nobutora (1494-1574)
19. Takeda Harunobu (1521-1573)
20. Takeda Katsuyori (1546-1582)
21. Takeda Nobukatsu (1567-1582)